# Xã Big Creek, Quận Ozark, Missouri
Xã Big Creek (tiếng Anh: Big Creek Township) là một xã thuộc quận Ozark, tiểu bang Missouri, Hoa Kỳ. Năm 2010, dân số của xã này là 973 người.